# Camille Bourniquel

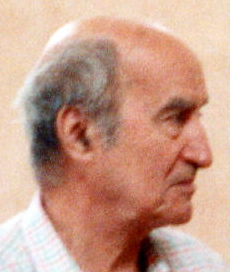
Camille Bourniquel

Camille Bourniquel (* 7. März 1918 in Paris; † 1. April 2013 in Courbevoie) war ein französischer Schriftsteller, Kunstkritiker und 
Musikologe.

## Leben und Werk
Camille Bourniquel studierte Musikwissenschaft, kämpfte im Weltkrieg in der Luftwaffe, hatte Freunde unter den Vertretern der modernen Kunst (darunter Elvire Jan, 1904–1996, Jean Le Moal, Alfred Manessier und Gustave Singier) und gehörte ab 1946 zu den Mitarbeitern der Zeitschrift Esprit.
Von 1954 bis 2004 veröffentlichte er 15 Romane. Er erhielt den Grand prix catholique de littérature 1954 für Retour à Cirgue (Le Seuil), den Prix Médicis 1970 für Sélinonte ou la Chambre impériale (Le Seuil) und den Grand Prix du Roman der Académie française 1977 für Tempo (Julliard). Deutsche Übersetzungen der Romane liegen nicht vor. Hingegen wurde sein Chopin-Buch von 1957 übersetzt und war als Rowohlt Monographie Nr. 25 bis 1994 erfolgreich (über 100 000 Exemplare).

## Weitere Werke (Auswahl)
- Trois peintres. Paris 1946.
- Chopin. Seuil, Paris 1957.
  - (deutsch) Frédéric Chopin in Selbstzeugnissen und Bilddokumenten. Übersetzt von Hanns von Winter. Hrsg. Paul Raabe. Rowohlt, Hamburg 1959.
- Elvire Jan. Éditions Guitardes, Paris 1984.
- Poèmes. Éditions de Fallois, Paris 2004.
- Paul Valéry. Dernier dîner à Auteuil. Éditions de Fallois, Paris 2009.